# Législatif communal en Suisse

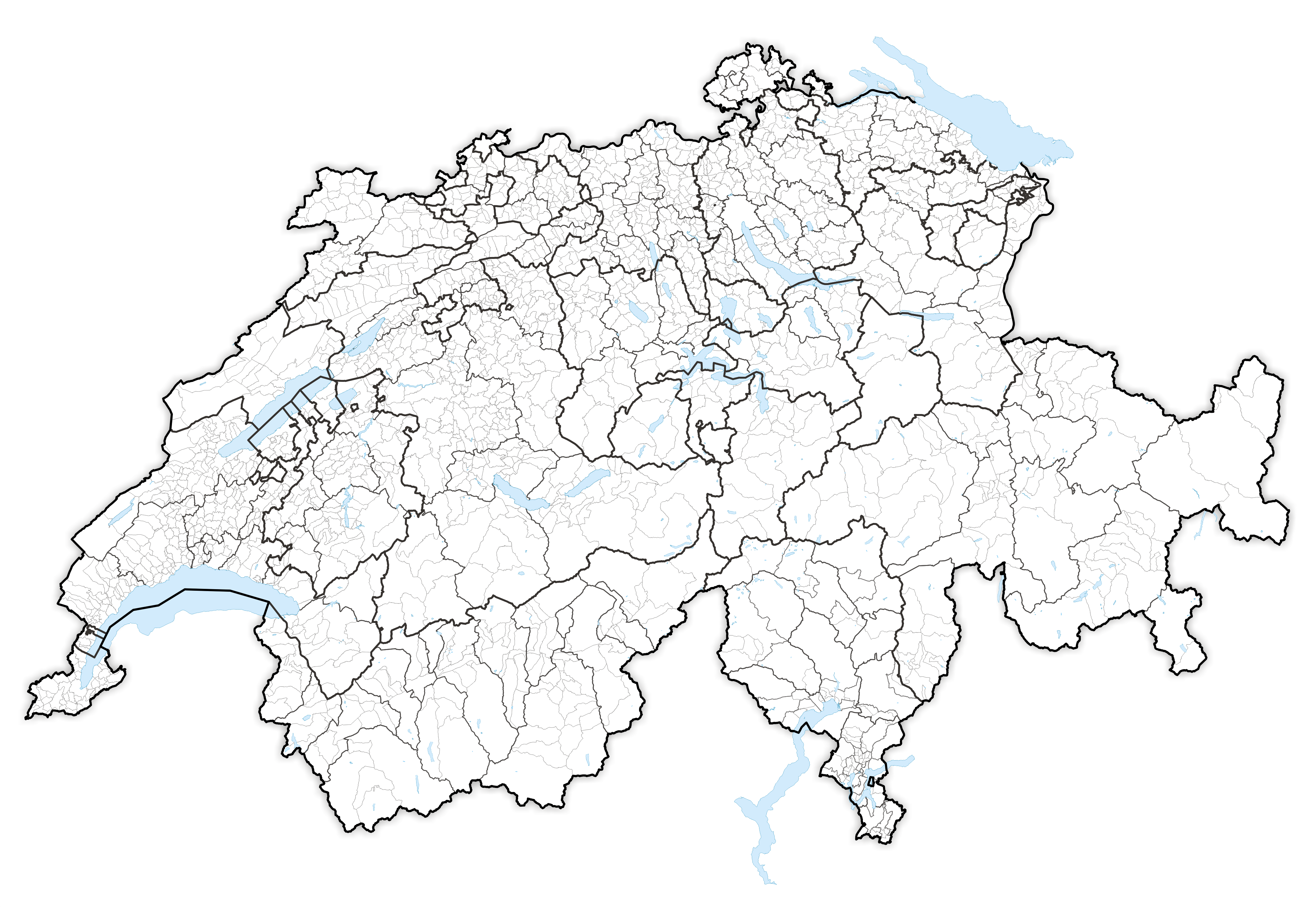
Carte des communes de Suisse au 6 avril 2025.

Dans le système fédéral suisse, le pouvoir législatif au niveau communal est exercé directement par le peuple ou par le biais d'un organe élu. La dénomination varie de canton à canton, voire de commune à commune au sein d'un même canton (comme à Berne ou à Zurich).
Certains cantons ne prévoient pas que leurs communes aient un parlement (comme Uri, Obwald et Nidwald), le pouvoir législatif étant directement exercé par le peuple réuni (en assemblée communale). D'autres cantons laissent la possibilité aux communes de se doter d'un législatif élu, au nombre de membres variables. D'autres encore prévoient l'institution d'un tel organe dès un certain nombre d'habitants. Seuls les cantons de Genève et de Neuchâtel prévoient que toutes leurs communes aient un législatif élu.

## Aperçu
| Canton                       | Nombre de communes          | Dénomination du législatif élu | Nombre de membres | Durée de la législature                                              | Nombre de communes avec législatif élu                               | Base légale                                                          |
| ---------------------------- | --------------------------- | --- | --- | -------------------------------------------------------------------- | -------------------------------------------------------------------- | -------------------------------------------------------------------- |
| Zurich                       | 162 communes                | selon le droit communal dans les faits Gemeinderat, Grosser Gemeinderat, Gemeindeparlament                                                                | selon le droit communal dans les faits entre 28 et 150 membres                                                        | 4 ans                                                                | 13 communes                                                          | Gemeindegesetz (GG/ZH)                                               |
| Berne                        | 342 communes                | selon le droit communal dans les faits - en français : Conseil de ville, conseil général - en allemand : Stadtrat, Grosser Gemeinderat, Gemeindeparlament | min. 30 membres dans les faits entre 31 et 80 membres                                                                 | max. 6 ans dans les faits 4 ans                                      | 13 communes                                                          | Loi sur les communes (LCo/BE)                                        |
| Lucerne                      | 82 communes                 | selon le droit communal | selon le droit communal                                                                                               | 4 ans                                                                |                                                                      | Gemeindegesetz (GG/LU)                                               |
| Uri                          | 20 communes                 | les communes uranaises n'ont pas de parlement communal | les communes uranaises n'ont pas de parlement communal                                                                | les communes uranaises n'ont pas de parlement communal               | les communes uranaises n'ont pas de parlement communal               | Gemeindegesetz (GEG/UR)                                              |
| Schwytz                      | 30 communes                 | selon le droit communal (pas de parlement constitué en octobre 2020)                                                                                      | selon le droit communal (pas de parlement constitué en octobre 2020)                                                  | selon le droit communal (pas de parlement constitué en octobre 2020) | selon le droit communal (pas de parlement constitué en octobre 2020) | Gemeindeorganisationsgesetz (GOG/SZ)                                 |
| Obwald                       | 7 communes                  | les communes obwaldiennes n'ont pas de parlement communal                                                                                                 | les communes obwaldiennes n'ont pas de parlement communal                                                             | les communes obwaldiennes n'ont pas de parlement communal            | les communes obwaldiennes n'ont pas de parlement communal            | Constitution cantonale (Cst./OW)                                     |
| Nidwald                      | 11 communes                 | Einwohnerrat | de 20 à 50 membres | 4 ans                                                                |                                                                      | Gemeindegesetz (GemG/NW) Behördengesetz (BehG/NW)                    |
| Glaris                       | 3 communes                  | selon le droit communal (pas de parlement constitué en octobre 2020)                                                                                      | selon le droit communal (pas de parlement constitué en octobre 2020)                                                  | selon le droit communal (pas de parlement constitué en octobre 2020) | selon le droit communal (pas de parlement constitué en octobre 2020) | Gemeindegesetz (GG/GL)                                               |
| Zoug                         | 11 communes                 | Grosser Gemeinderat seule Zoug dispose d'un parlement | min. 20 membres (selon le droit cantonal) 40 membres (dans les faits)                                                 | selon le droit communal 4 ans (dans les faits)                       |                                                                      | Gemeindegesetz (GG/ZG)                                               |
| Fribourg                     | 133 communes                | Conseil général/Generalrat | de 30 et 80 membres                                                                                                   | 5 ans                                                                |                                                                      | Loi sur les communes (LCo/FR)                                        |
| Soleure                      | 109 communes                | selon le droit communal | min. 20 membres | selon le droit communal                                              |                                                                      | Gemeindegesetz (GG/SO)                                               |
| Bâle-Ville                   | 3 communes                  | selon le droit cantonal et communal (Bâle : Grand Conseil ; Riehen : Einwohnerrat)                                                                        | selon le droit cantonal et communal (Bâle : 100 membres ; Riehen : 40 membres)                                        | selon le droit cantonal et communal (Bâle et Riehen : 4 ans)         |                                                                      | Gemeindegesetz (GG/BS)                                               |
| Bâle-Campagne                | 86 communes                 | Einwohnerrat | selon le droit communal                                                                                               | 4 ans                                                                |                                                                      | Gemeindegesetz (GOG/BL)                                              |
| Schaffhouse                  | 26 communes                 | Einwohnerrat exception à Schaffhouse : Grosser Stadtrat                                                                                                   | min. 12 membres (selon le droit cantonal) entre 13 et 36 membres (dans les faits)                                     | 4 ans (dans les faits)                                               |                                                                      | Gemeindegesetz (GG/SH)                                               |
| Appenzell Rhodes-Intérieures | 6 districts pas de communes | les districts d'Appenzell Rhodes-Intérieures n'ont pas de parlement                                                                                       | les districts d'Appenzell Rhodes-Intérieures n'ont pas de parlement                                                   | les districts d'Appenzell Rhodes-Intérieures n'ont pas de parlement  | les districts d'Appenzell Rhodes-Intérieures n'ont pas de parlement  | Constitution cantonale (Cst./AI)                                     |
| Appenzell Rhodes-Extérieures | 30 communes                 | selon le droit communal (dans les faits Einwohnerrat) | selon le droit communal (dans les faits 31 membres)                                                                   | 4 ans                                                                |                                                                      | Gemeindegesetz (GG/AR)                                               |
| Saint-Gall                   | 133 communes                | selon le droit communal (dans les faits Stadtparlament)                                                                                                   | selon le droit communal (dans les faits entre 30 et 61 membres)                                                       | 4 ans                                                                |                                                                      | Gemeindegesetz (GG/SG)                                               |
| Grisons                      | 105 communes                | selon le droit communal | selon le droit communal (dans les faits entre 15 et 21 membres)                                                       | 4 ans                                                                |                                                                      | Gemeindegesetz (GG/GR)                                               |
| Argovie                      | 210 communes                | Einwohnerrat | min. 30 membres max. 80 membres                                                                                       | 4 ans                                                                |                                                                      | Gemeindegesetz (GG/AG)                                               |
| Thurgovie                    | 80 communes                 | selon le droit communal | min. 20 membres | selon le droit communal                                              |                                                                      | Gemeindegesetz (GemG/TG)                                             |
| Tessin                       | 112 communes                | Consiglio comunale | min. 15 ou 30 membres (selon la population communale)                                                                 | 4 ans                                                                |                                                                      | Legge organica comunale (LOC/TI)                                     |
| Vaud                         | 309 communes                | Conseil général ou conseil communal | min. 25 membres max. 100 membres                                                                                      | 5 ans                                                                |                                                                      | Loi sur les communes (LC/VD)                                         |
| Valais                       | 126 communes                | Conseil général | min. 20 membres max. 60 membres                                                                                       | 4 ans                                                                |                                                                      | Loi sur les communes (LCo/VS)                                        |
| Neuchâtel                    | 31 communes                 | Conseil général | min. 15 (et dans certains cas jusqu'à 5) membres max. 41 membres (selon la population communale et le droit communal) | 4 ans                                                                |                                                                      | Loi sur les communes (LCo/NE) Loi sur les droits politiques (LDP/NE) |
| Genève                       | 45 communes                 | Conseil municipal | selon la population communal (par arrêté du Conseil d'État)                                                           | 5 ans                                                                |                                                                      | Loi sur l'administration des communes (LAC/GE)                       |
| Jura                         | 53 communes                 | Conseil général | min. 21 membres | selon le droit communal                                              |                                                                      | Loi sur les communes (LCom/JU)                                       |

Légende :
- déterminé par le droit communal
- mélange de droit communal et communal (cadre général par le canton, mise en œuvre par la commune)
- déterminé par le droit cantonal (cas par défaut), modifiable par le droit communal (mise en œuvre d'une exception)
- déterminé strictement par le droit cantonal (pas de dérogation par le droit communal)

## Situation selon le canton

### Zurich

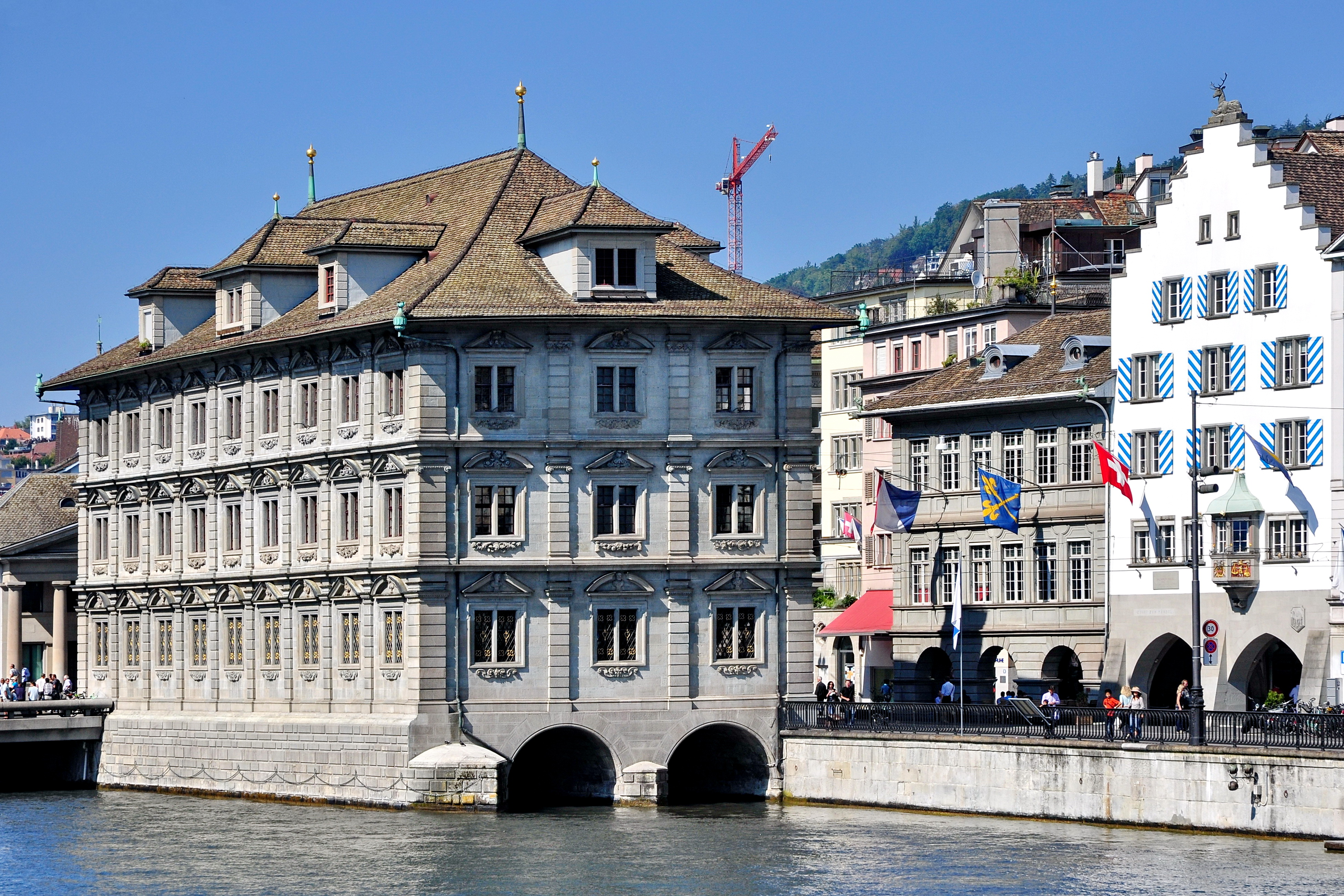
Rathaus de Zurich, sur la Limmat, lieu se réunit le Gemeinderat zurichois.

Le canton de Zurich est divisé en 162 communes. Le droit cantonal prévoit deux types de législatif : l'assemblée communale et le parlement communal.
Si la commune ne se dote pas d'un parlement, c'est l'assemblée communale, réunion des personnes ayant le droit de vote (Stimmberechtigten), qui revêt la fonction d'organe législatif.
L'assemblée communale est convoquée par l'exécutif communal (Gemeindevorstand) et elle est présidée par le président de l'exécutif communal. Ses séances sont publiques.
L'assemblée se prononce sur les objets qui lui ont été attribués par le droit cantonal ou communal.  En règle générale, l'assemblée vote à main levée à la majorité simple ; la présidence de l'assemblée ne vote pas, sauf en cas d'égalité des voix. Un vote secret peut être requis par un quart des personnes ayant le droit de vote qui sont présentes à l'assemblée.
Le droit cantonal zurichois prévoit que les communes peuvent se doter d'un parlement communal. Celui-ci est élu au scrutin proportionnel[réf. nécessaire] pour quatre ans. La législation cantonale ne dispose pas comment celui-ci doit se nommer. Le droit communal (en particulier la Gemeindeordnung, le règlement de base de la commune) détermine le nombre de membres et les compétences spécifiques du parlement communal.
Les séances du parlement communal sont en principe publiques.
En 2020, selon les autorités cantonales zurichoises, responsables de la surveillance des communes, 51 % de la population cantonale vit dans une ville ayant un parlement communal.
En novembre 2020, treize communes zurichoises sont dotées d'un parlement communal.
| Commune           | Nombre d'habitants (au 31 décembre 2018) | Nom du législatif élu | Nombre de membres |
| ----------------- | ---------------------------------------- | --------------------- | ----------------- |
| Adliswil          | 18 769 hab.                              | Grosser Gemeinderat   | 36 membres        |
| Bülach            | 20 447 hab.                              | Gemeinderat           | 28 membres        |
| Dietikon          | 27 265 hab.                              | Gemeinderat           | 36 membres        |
| Dübendorf         | 28 678 hab.                              | Gemeinderat           | 40 membres        |
| Illnau-Effretikon | 17 068 hab.                              | Grosser Gemeinderat   | 36 membres        |
| Kloten            | 19 679 hab.                              | Gemeinderat           | 32 membres        |
| Opfikon           | 20 361 hab.                              | Gemeinderat           | 36 membres        |
| Schlieren         | 18 736 hab.                              | Gemeindeparlament     | 36 membres        |
| Uster             | 34 722 hab.                              | Gemeinderat           | 36 membres        |
| Wädenswil         | 24 341 hab.                              | Gemeinderat           | 36 membres        |
| Wetzikon          | 24 809 hab.                              | Grosser Gemeinderat   | 36 membres        |
| Winterthour       | 111 851 hab.                             | Grosser Gemeinderat   | 60 membres        |
| Zurich            | 415 367 hab.                             | Gemeinderat           | 125 membres       |

### Berne

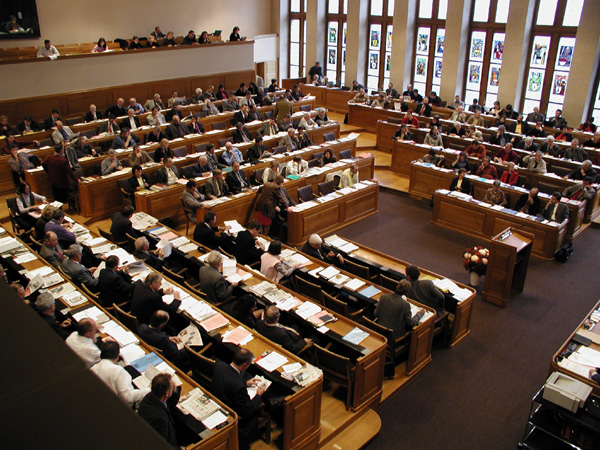
Salle des séances dans l'Hôtel de ville (Rathaus) de Berne (servant aussi aux session du Grand Conseil, siègeant dans la photo).

Le canton de Berne est divisé en 342 communes. Le droit cantonal prévoit qu'elles peuvent instituer un parlement communal.
Le nom, les compétences et la durée du mandat des membres du parlement communal sont fixés par le règlement d'organisation de la commune. Si la commune institue un parlement communal, le nombre de ses membres ne doit pas être inférieur à 30. La durée du mandat est fixée par le droit communal, mais ne peut pas dépasser six ans.
En avril 2020, 23 communes sont dotées d'un législatif communal élu. Le nom de l'organe varie entre Stadtrat et sa traduction francophone Conseil de ville, Grosser Gemeinderat (Grand Conseil communal), Gemeindeparlament (Parlement communal) et Conseil général.
| Commune             | Nombre d'habitants (au 31 décembre 2018) | Nom du législatif élu | Nombre de membres | Durée de mandat |
| ------------------- | ---------------------------------------- | --------------------- | ----------------- | --------------- |
| Berne               | 133 883 hab.                             | Stadtrat              | 80 membres        | 4 ans           |
| Bienne              | 55 159 hab.                              | Conseil de ville      | 60 membres        | 4 ans           |
| Berthoud            | 16 420 hab.                              | Stadtrat              | 40 membres        | 4 ans           |
| Interlaken          | 5 610 hab.                               | Grosser Gemeinderat   | 30 membres        | 4 ans           |
| Köniz               | 41 784 hab.                              | Gemeinderparlament    | 40 membres        | 4 ans           |
| La Neuveville       | 3 739 hab.                               | Conseil général       | 35 membres        | 4 ans           |
| Langenthal          | 15 624 hab.                              | Stadtrat              | 40 membres        | 4 ans           |
| Langnau im Emmental | 9 380 hab.                               | Grosser Gemeinderat   | 40 membres        | 4 ans           |
| Lyss                | 15 282 hab.                              | Grosser Gemeinderat   | 40 membres        | 4 ans           |
| Moutier             | 7 384 hab.                               | Conseil de ville      | 41 membres        | 4 ans           |
| Münchenbuchsee      | 10 213 hab.                              | Grosser Gemeinderat   | 40 membres        | 4 ans           |
| Münsingen           | 12 724 hab.                              | Gemeindeparlament     | 30 membres        | 4 ans           |
| Muri bei Bern       | 13 054 hab.                              | Grosser Gemeinderat   | 40 membres        | 4 ans           |
| Nidau               | 6 823 hab.                               | Stadtrat              | 30 membres        | 4 ans           |
| Ostermundigen       | 17 751 hab.                              | Grosser Gemeinderat   | 40 membres        | 4 ans           |
| Spiez               | 12 812 hab.                              | Grosser Gemeinderat   | 36 membres        | 4 ans           |
| Steffisburg         | 15 959 hab.                              | Grosser Gemeinderat   | 34 membres        | 4 ans           |
| Saint-Imier         | 5 131 hab.                               | Conseil de ville      | 31 membres        | 4 ans           |
| Thoune              | 43 734 hab.                              | Stadtrat              | 40 membres        | 4 ans           |
| Tramelan            | 4 568 hab.                               | Conseil général       | 37 membres        | 4 ans           |
| Valbirse            | 3 975 hab.                               | Conseil général       | 37 membres        | 4 ans           |
| Worb                | 11 316 hab.                              | Grosser Gemeinderat   | 40 membres        | 4 ans           |
| Zollikofen          | 10 306 hab.                              | Grosser Gemeinderat   | 40 membres        | 4 ans           |

### Lucerne

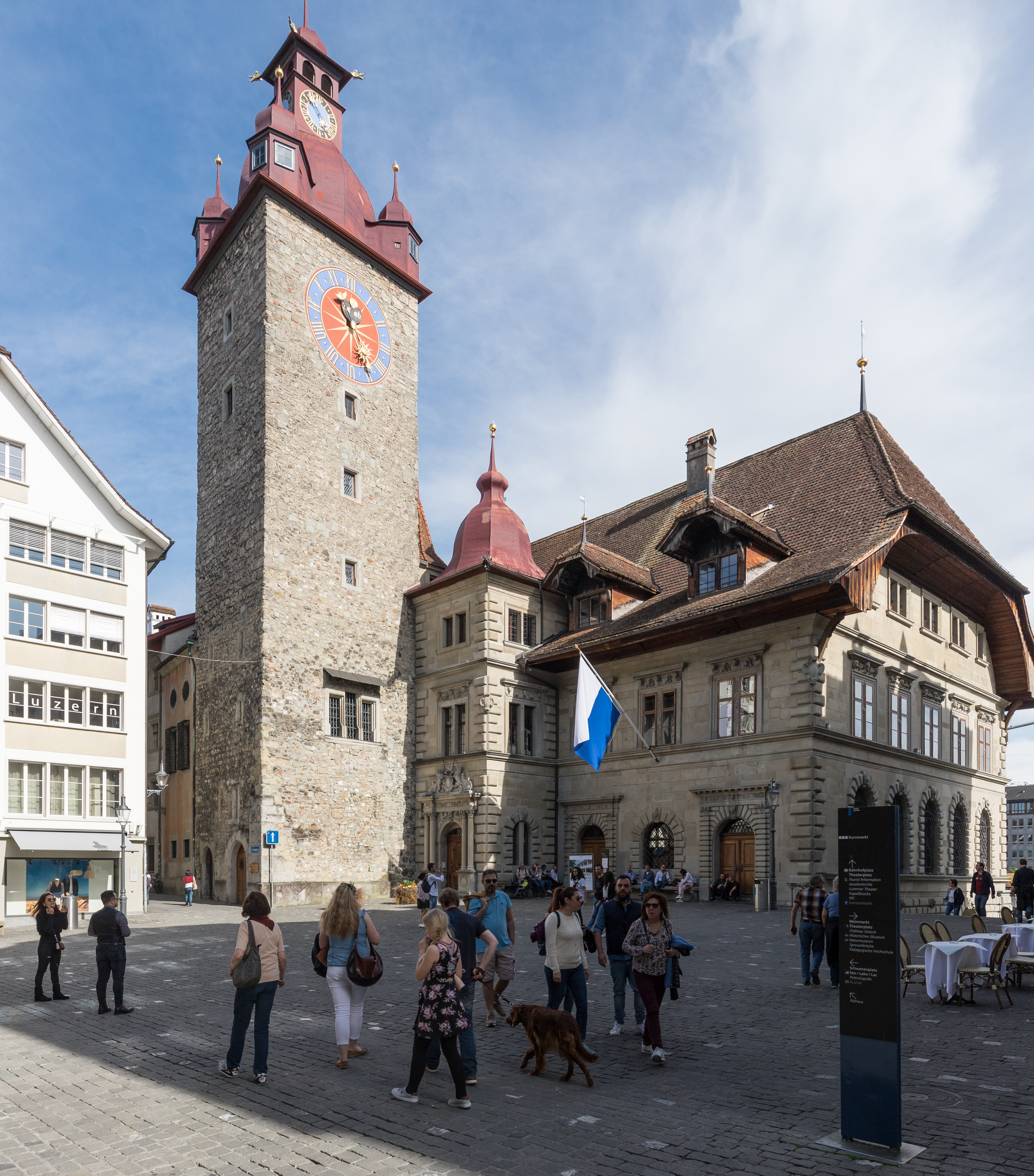
Le Rathaus en ville de Lucerne, lieu de réunion du Grosser Stadrat.

Le canton de Lucerne est divisé en 82 communes. Selon le droit cantonal, le corps électoral (l'assemblée communale) d'une commune peut décider, dans sa Gemeindeordnung, de se doter d'un parlement communal. La commune y fixe le nom de son parlement.
La législation cantonale prévoit que le parlement communal est élu pour quatre ans (la même année que le Gemeinderat) et qu'il entre en fonction le 1er septembre.
À Lucerne, le parlement communal s'appelle Grosser Stadtrat (litt. Grand Conseil de ville) et l'exécutif communal Stadtrat (litt. Conseil de ville). À Kriens et Horw, il s'appelle Einwohnerrat (litt. Conseil des habitants).

### Uri
Le canton d'Uri est divisé en 20 communes. La législation cantonale ne prévoit pas la possibilité pour ces dernières de se doter d'un parlement communal (chaque commune comptant moins de 10 000 habitants). L'assemblée communale (assemblée de tous les électeurs de la commune) est l'autorité législative de facto. Ses séances sont publiques.

### Schwytz
Le canton de Schwytz est divisé en 30 communes. La législation cantonale permet à ces dernières de se doter d'un parlement communal. Le droit cantonal impose aux communes que le parlement soit élu au scrutin proportionnel. Le droit communal détermine la composition du parlement communal de même que ses compétences.
Les communes les plus peuplées (plus de 10 000 habitants, soit Freienbach, Einsiedeln, Schwytz, Küssnacht et Arth) n'ont pas de parlement communal.

### Obwald
Le canton d'Obwald est divisé en sept communes. Il n'a pas de loi qui leur soit spécifiquement dédiée. Sa constitution détermine le cadre légal concernant les communes et ne prévoit pas qu'elles se dotent d'un parlement communal.

### Nidwald
Le canton d'Obwald est divisé en onze communes. La législation cantonale ne dispose pas que les onze communes nidwaldiennes soient dotées par défaut d'un parlement communal (toutes faisant moins de 10 000 habitants) dans le cadre de l'organisation ordinaire (ordentliche Organisation dans les termes de la législation cantonale).
Toutefois, si la commune politique fusionne avec la commune scolaire, la commune politique (issue de la fusion) peut s'organiser de manière extraordinaire (ausserordentliche Organisation). Dans ce cas, le droit cantonal prévoit un parlement cantonal, nommé Einwohnerrat (litt. Conseil des habitants) et composé de 20 à 50 membres, le nombre définitif étant fixé par la Gemeindeordnung.
Les membres de l'Einwohnerrat ne peuvent pas être membres du Gemeinderat ni du Regierungsrat (gouvernement cantonal). Ils sont élus au scrutin majoritaire, ou au scrutin proportionnel si le droit communal le prévoit. La durée de leur mandat est de quatre ans.

### Glaris
Le canton de Glaris est divisé en trois communes (Glaris, Glaris Nord et Glaris Sud). Le droit cantonal dispose que celles-ci peuvent se doter d'un parlement communal.
La Gemeindeordnung détermine en particulier le nombre de membres ; la législation sur le Landrat (parlement cantonal) s'applique de manière subsidiaire.
En 2020, aucune des trois communes ne s'est dotée d'un parlement cantonal.

### Zoug

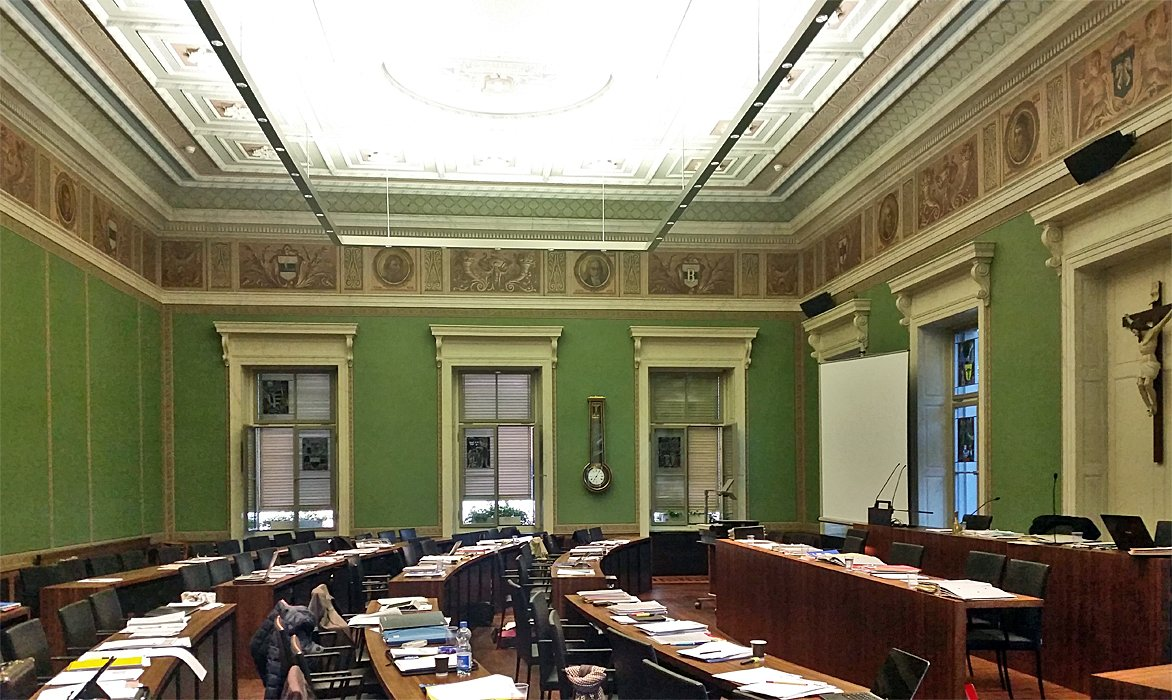
Salle du Kantonsrat (parlement cantonal) zougois, où siège le Grosser Gemeinderat de la ville de Zoug (lieu aussi de la fusillade de 2001).

Le canton de Zoug est divisé en onze communes. La législation cantonale leur permet d'introduire, à travers leur Gemeindeordnung un parlement communal, nommé Grosser Gemeinderat.
Le nombre de membres du Grosser Gemeinderat est fixé par la Gemeindeordnung, mais doit être composé d'au moins 20 membres. La durée de mandat est déterminée par le droit communal. Ses séances sont publiques.
Seule la ville de Zoug (ville) s'est dotée d'un parlement communal. La deuxième plus grande ville, Baar, n'en dispose pas.

### Fribourg

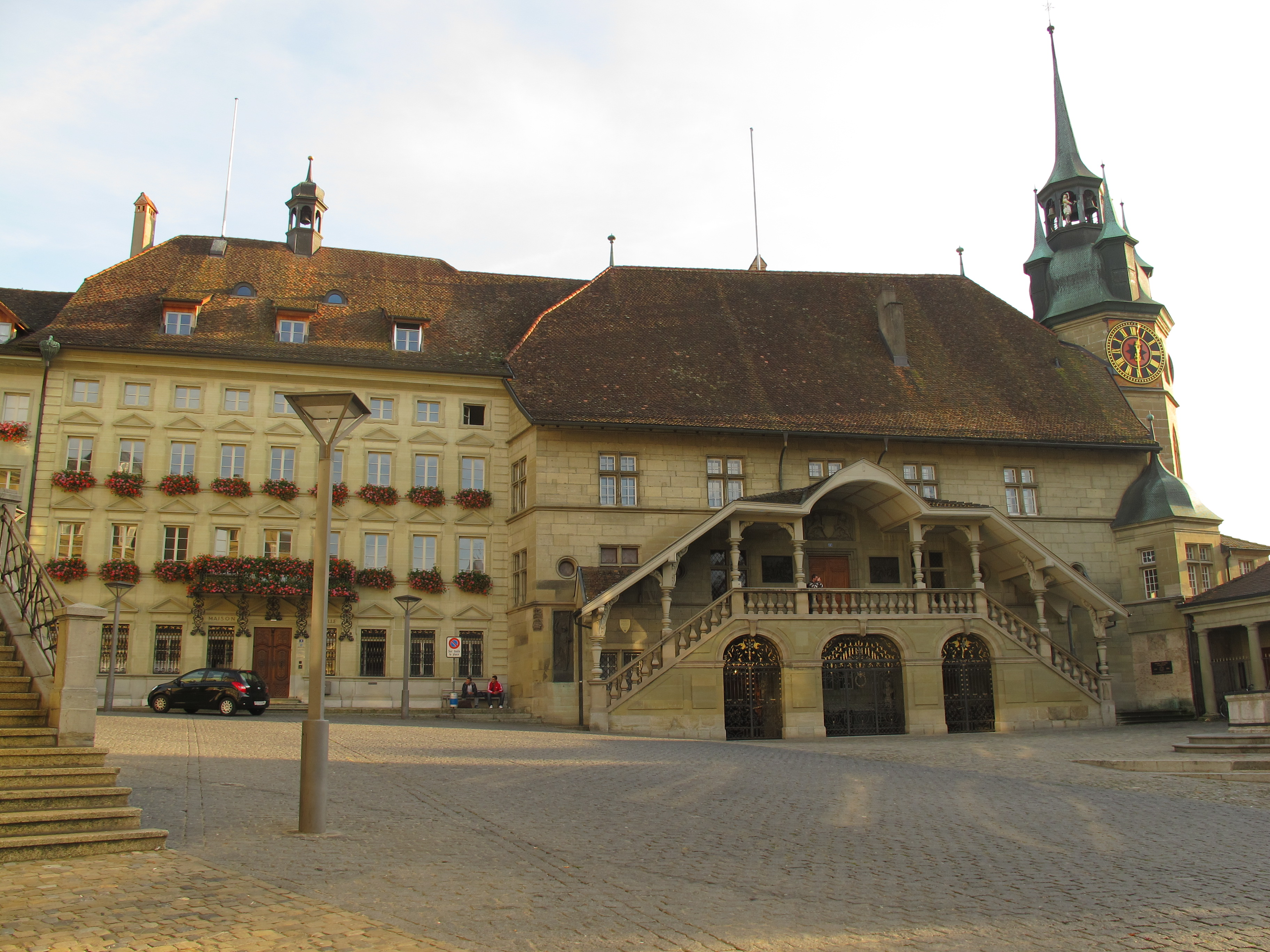
Hôtel de Ville de Fribourg, siège du Conseil général fribourgeois.

Le canton de Fribourg est divisé en 133 communes. Le droit cantonal prévoit que le parlement communal se nomme conseil général (en allemand Generalrat). Certaines communes sont obligées par le droit cantonal de se doter d'un conseil général. C'est le cas de Fribourg, Bulle, Morat/Murten, Romont, Estavayer et Châtel-Saint-Denis (chefs-lieux de district) de même que Marly et Villars-sur-Glâne. Les communes de plus de 600 habitants peuvent se doter d'un parlement communal.
Les membres du conseil général sont élus pour cinq ans et sont élus en même temps que le conseil communal (exécutif).
Le nombre de conseillers que doit compter le conseil général est fixé par le droit cantonal :
| de                   | jusqu'à              | Nombre de conseillers |
| -------------------- | -------------------- | --------------------- |
| 0                    | 2 500 habitants      | 30 membres            |
| 2 500 habitants      | 10 000 habitants     | 50 membres            |
| dès 10 000 habitants | dès 10 000 habitants | 80 membres            |

Les communes peuvent toutefois se doter d'un autre nombre de conseillers généraux, mais en restant dans la fourchette de 30 à 80 membres.

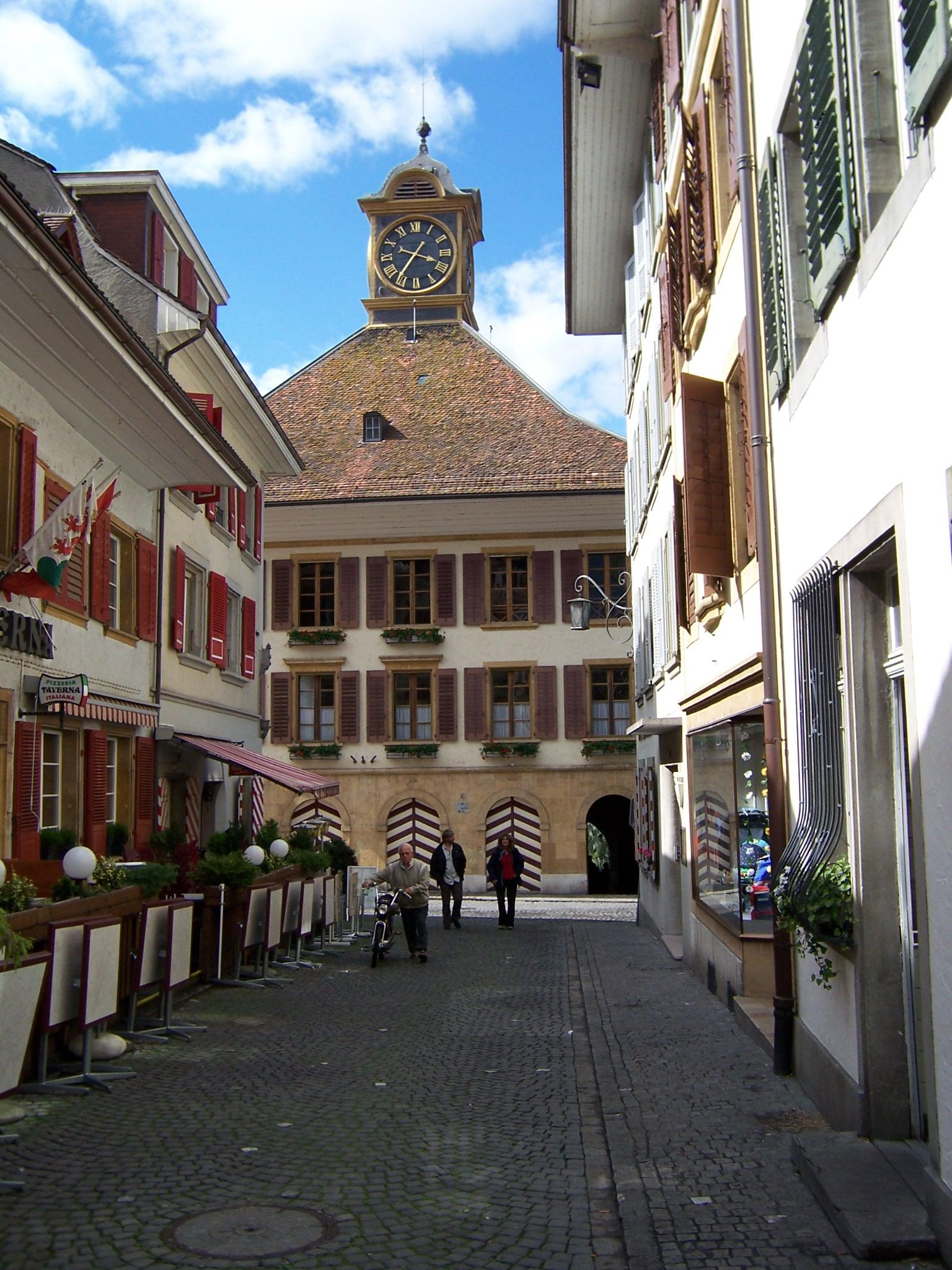
Hôtel de Ville de Morat, siège des autorités communales.

Pour les communes obligées de se doter d'un parlement communal, le nombre de conseillers est fixé comme suit :
| Commune            | Nombre d'habitants (au 31 décembre 2018) | Nombre de conseillers |
| ------------------ | ---------------------------------------- | --------------------- |
| Fribourg           | 38 365 habitants                         | 80 membres            |
| Bulle              | 23 439 habitants                         | 50 membres            |
| Morat/Murten       | 8 279 habitants                          | 50 membres            |
| Romont             | 5 280 habitants                          | 50 membres            |
| Estavayer          | 9 716 habitants                          | 60 membres            |
| Châtel-Saint-Denis | 6 971 habitants                          | 50 membres            |
| Marly              | 8 193 habitants                          | 50 membres            |
| Villars-sur-Glâne  | 12 094 habitants                         | 50 membres            |

### Soleure
Le canton de Soleure est divisé en 109 communes. Le droit cantonal prévoit que les communes peuvent se doter d'un parlement cantonal,. Le parlement doit être composé au moins de 20 membres, la Gemeindeordnung fixant le nombre exact. Le droit communal détermine aussi le nom du parlement communal et leur mandat.
La capitale du canton, Soleure (troisième ville la plus peuplée), ne possède pas de parlement communal. Olten, la ville la plus peuplée du canton, est la seule commune à être dotée d'un parlement communal (le Gemeindeparlement, composé de 40 membres). Granges, deuxième ville la plus peuplée, ne s'est pas doté d'un parlement.

### Bâle-Ville

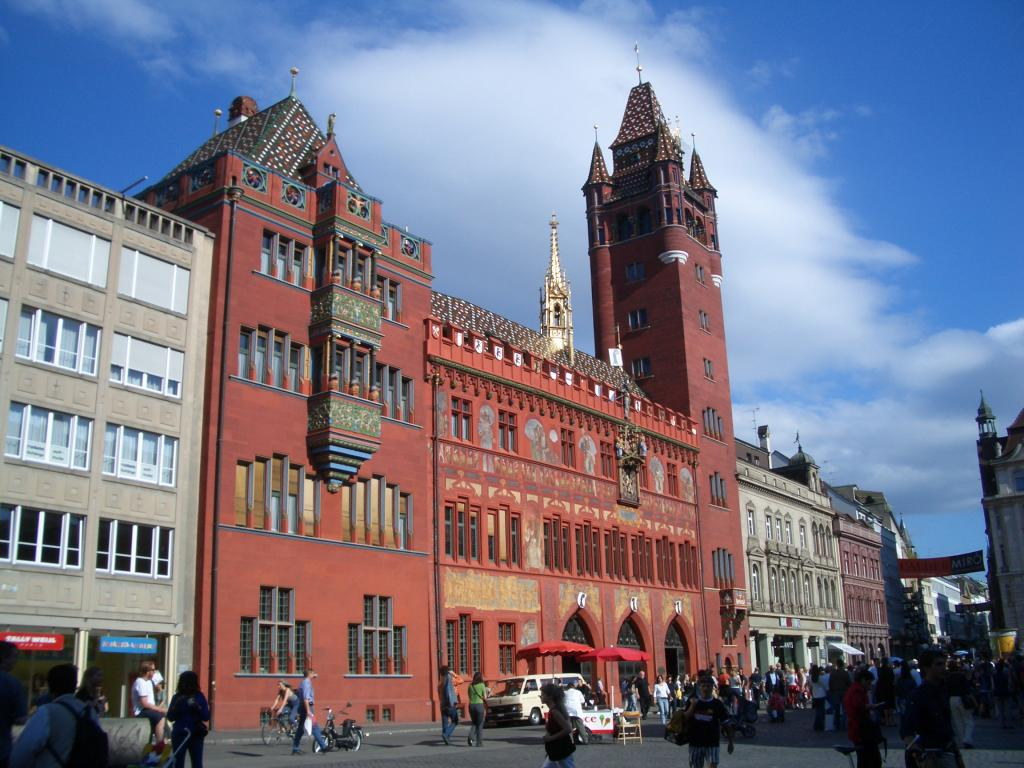
Le Rathaus de Bâle, siège des autorités cantonales, et aussi du parlement de la commune de Bâle.

Le canton de Bâle-Ville est divisé en trois communes : Bâle, Riehen et Bettingen.
Le canton de Bâle-Ville a la particularité de gérer directement (à travers ses organes cantonaux) le territoire de la commune de Bâle. Le parlement de la commune de Bâle est par conséquent le Grand Conseil de Bâle-Ville, composé de 100 membres, élus pour quatre ans,.
Le droit cantonal prévoit que les autres communes puissent se doter d'un parlement communal (Gemeindeparlament), si la commune s'est prononcée pour une organisation extraordinaire (ausserordentliche Organisation). Le droit communal détermine le nombre de membres et la durée de leur mandat. À Riehen, le parlement communal se nomme Einwohnerrat, composé de 40 membres élus pour quatre ans. Bettingen ne dispose pas de parlement communal.

### Bâle-Campagne
Le canton de Bâle-Campagne est divisé en 86 communes. La législation cantonale prévoit que les communes en organisation extraordinaire (ausserordentliche Gemeindeorganisation) peuvent se doter d'un parlement communal. Il se nomme Einwohnerrat et le nombre de ses membres est fixé par le droit communal. Le parlement communal est élu pour quatre ans et entre en fonction le 1er juin.
Liestal, capitale du canton, dispose d'un parlement communal, composé de 40 membres.

### Schaffhouse

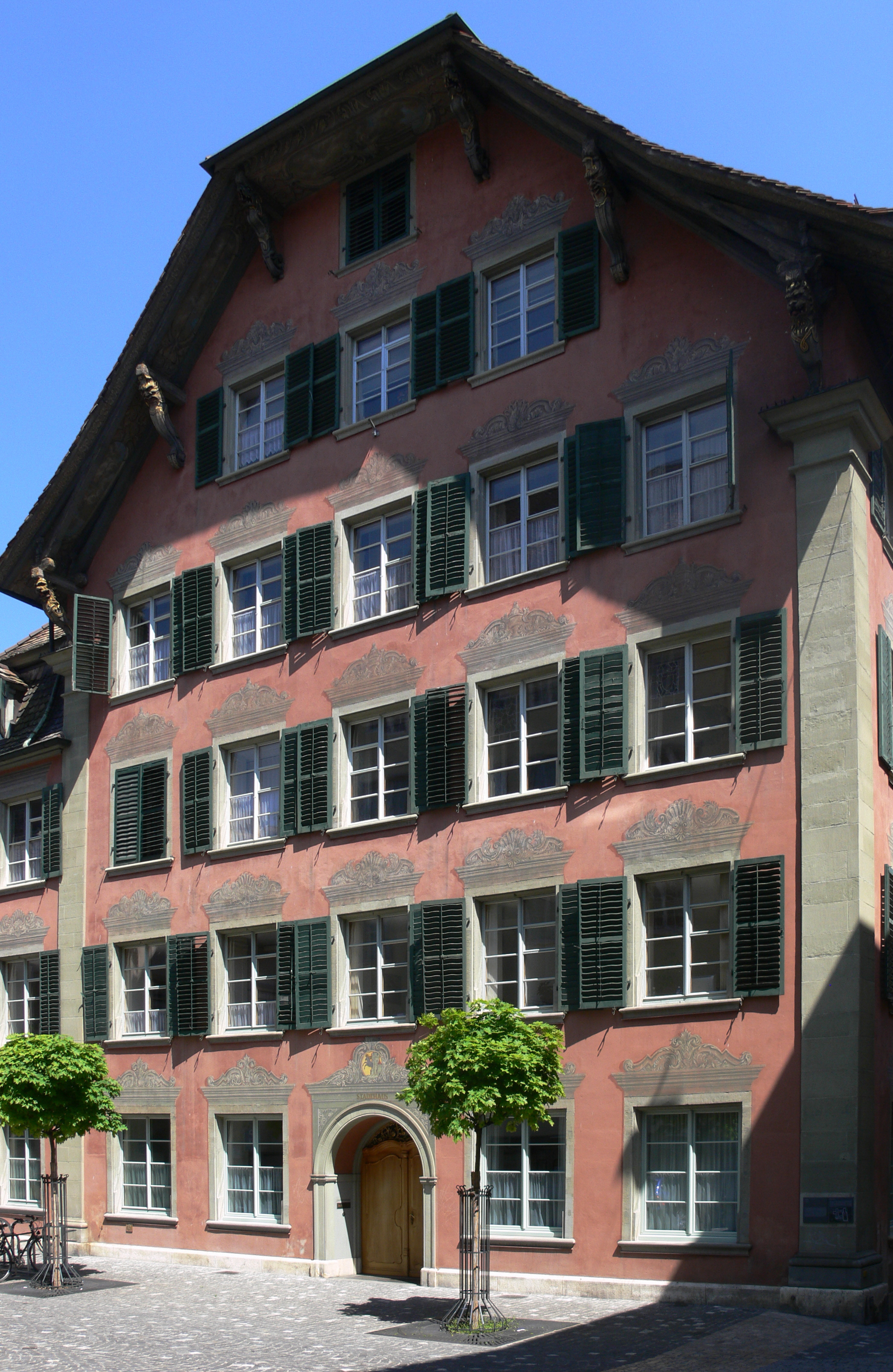
Stadthaus de Schaffhouse, siège des autorités communales.

Le canton de Schaffhouse est divisé en 26 communes. Le droit cantonal permet aux communes de se doter d'un parlement communal, nommé Einwohnerrat. La commune fixe à travers sa constitution communale (Gemeindeverfassung) le nombre de membres, qui ne doit pas être inférieur à douze.
Le parlement cantonal est élu au scrutin proportionnel, selon la méthode pour élire le Kantonsrat (parlement cantonal), ou par scrutin majoritaire si le droit communal le prévoit. La durée du mandat est fixée par le droit communal.
Les communes de moins de 6 000 habitants peuvent aussi instituer un parlement communal.
| Commune                | Population (en 2018) | Nom                       | Nombre de membres         | Durée de mandat           |
| ---------------------- | -------------------- | ------------------------- | ------------------------- | ------------------------- |
| Bargen                 | 313 habitants        | pas de parlement communal | pas de parlement communal | pas de parlement communal |
| Beggingen              | 476 habitants        | pas de parlement communal | pas de parlement communal | pas de parlement communal |
| Beringen               | 4 804 habitants      | Einwohnerrat              | 13 membres                | 4 ans                     |
| Buch                   | 316 habitants        | pas de parlement communal | pas de parlement communal | pas de parlement communal |
| Buchberg               | 866 habitants        | pas de parlement communal | pas de parlement communal | pas de parlement communal |
| Büttenhardt            | 416 habitants        | pas de parlement communal | pas de parlement communal | pas de parlement communal |
| Dörflingen             | 1 028 habitants      | pas de parlement communal | pas de parlement communal | pas de parlement communal |
| Gächlingen             | 836 habitants        | pas de parlement communal | pas de parlement communal | pas de parlement communal |
| Hallau                 | 2 221 habitants      | pas de parlement communal | pas de parlement communal | pas de parlement communal |
| Hemishofen             | 468 habitants        | pas de parlement communal | pas de parlement communal | pas de parlement communal |
| Lohn                   | 758 habitants        | pas de parlement communal | pas de parlement communal | pas de parlement communal |
| Löhningen              | 1 472 habitants      | pas de parlement communal | pas de parlement communal | pas de parlement communal |
| Merishausen            | 859 habitants        | pas de parlement communal | pas de parlement communal | pas de parlement communal |
| Neuhausen am Rheinfall | 10 512 habitants     | Einwohnerrat              | 20 membres                | 4 ans                     |
| Neunkirch              | 2 289 habitants      | pas de parlement communal | pas de parlement communal | pas de parlement communal |
| Oberhallau             | 444 habitants        | pas de parlement communal | pas de parlement communal | pas de parlement communal |
| Ramsen                 | 1 469 habitants      | pas de parlement communal | pas de parlement communal | pas de parlement communal |
| Rüdlingen              | 750 habitants        | pas de parlement communal | pas de parlement communal | pas de parlement communal |
| Schaffhouse            | 36 587 habitants     | Grosser Stadrat           | 36 membres                | 4 ans                     |
| Schleitheim            | 1 681 habitants      | pas de parlement communal | pas de parlement communal | pas de parlement communal |
| Siblingen              | 886 habitants        | pas de parlement communal | pas de parlement communal | pas de parlement communal |
| Stein am Rhein         | 3 415 habitants      | Einwohnerrat              | 16 membres                | 4 ans                     |
| Stetten                | 1 351 habitants      | pas de parlement communal | pas de parlement communal | pas de parlement communal |
| Thayngen               | 5 453 habitants      | Einwohnerrat              | 15 membres                | 4 ans                     |
| Trasadingen            | 584 habitants        | pas de parlement communal | pas de parlement communal | pas de parlement communal |
| Wilchingen             | 1 737 habitants      | pas de parlement communal | pas de parlement communal | pas de parlement communal |

### Appenzell Rhodes-Intérieures
Le canton d'Appenzell Rhodes-Intérieures n'est pas divisé en communes politiques,, mais en districts (en allemand Bezirke). Le droit constitutionnel cantonal ne prévoit pas la possibilité d'instituer un parlement au niveau du district.

### Appenzell Rhodes-Extérieures
Le canton d'Appenzell Rhodes-Extérieures est divisé en 20 communes. Le droit cantonal prévoit que les communes peuvent se doter d'un parlement. Le cadre législatif cantonal ne donne pas d'indications quant au nombre de membres et la dénomination du législatif. Ce dernier est élu pour quatre ans.
Seule Herisau s'est dotée d'un parlement, nommé Einwohnerrat, composé de 31 membres élus au scrutin proportionnel.

### Saint-Gall
Le canton de Saint-Gall est divisé en 133 communes. Le droit cantonal dispose que les communes peuvent se doter d'un parlement. La Gemeindeordnung fixe le nombre de membres du législatif. Le droit cantonal ne se prononce pas sur le nombre minimal ou maximal de membres, ni sur le nom du parlement. La durée du mandat est fixée à quatre ans.
Saint-Gall, Gossau et Wil, première, troisième et quatrième villes les plus peuplées du canton, disposent d'un parlement (nommé Stadtparlament) composé de 61 membres, 30 membres et 40 membres respectivement. Rapperswil-Jona, deuxième ville du canton, ne dispose pas de parlement communal.

### Grisons

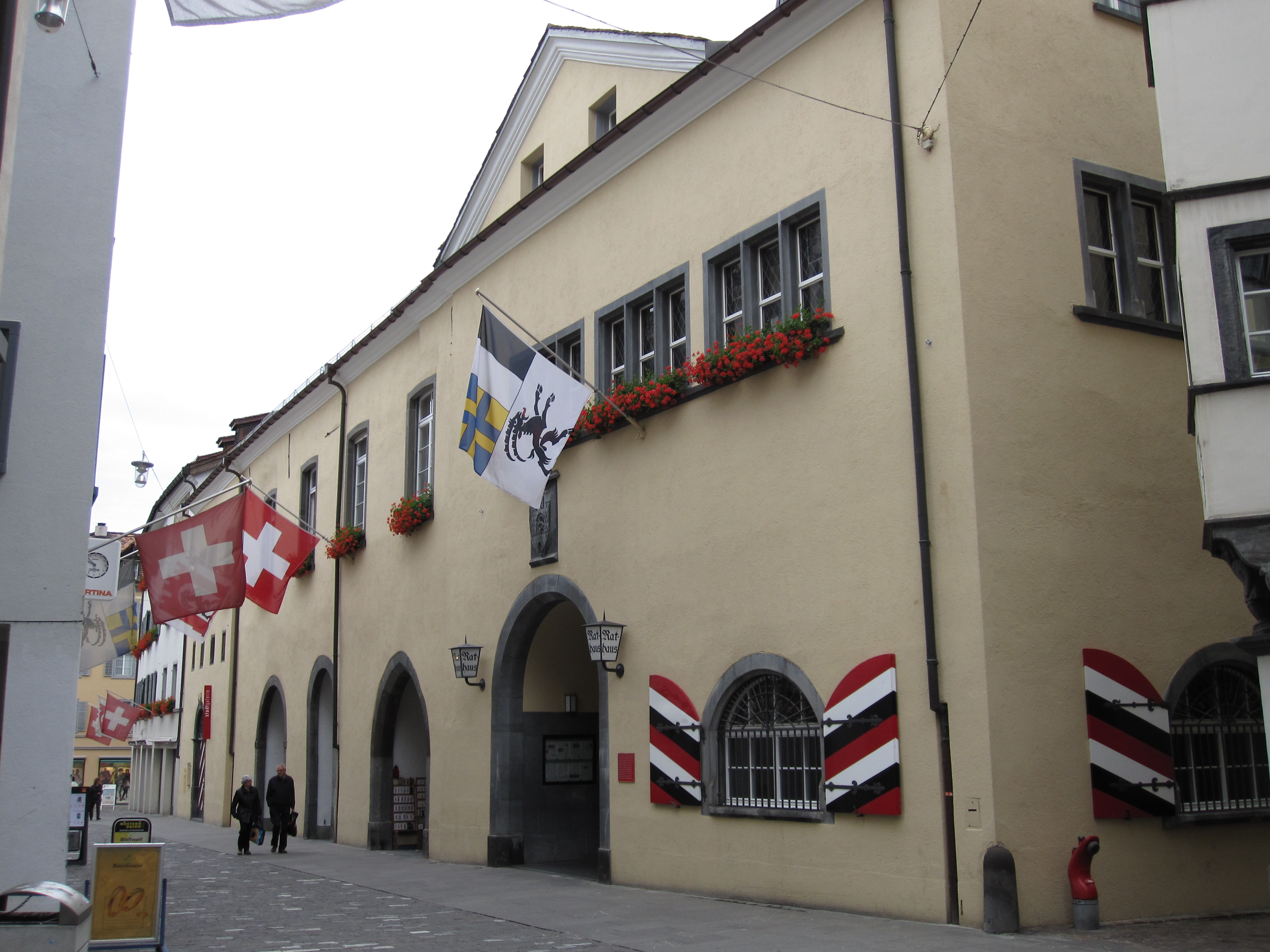
Rathaus de Coire, lieu de réunion du Gemeinderat.

Le canton des Grisons est divisé en 105 communes. Le droit cantonal dispose que les communes peuvent se doter d'un parlement, mais il ne fait pas partie des organes obligatoires d'une commune. Les membres d'un parlement communal sont élus pour quatre ans.
Coire nomme son parlement Gemeinderat, qui compte 21 membres, celui de Davos Kleiner Landrat avec 17 membres. La troisième commune la plus peuplée du canton, Landquart, ne dispose pas de parlement communal. La quatrième commune en revanche, Domat/Ems, nomme aussi le sien Gemeinderat, composé de quinze membres.

### Argovie
Le canton d'Argovie est divisé en 210 communes. Le droit cantonal permet aux communes de se doter d'un parlement communal nommé Einwohnerrat. Il est créé si la population ayant le droit de vote dans la commune le décide par votation populaire. Une telle votation peut être proposée par l'exécutif communal (Gemeinderat) ou par un cinquième des personnes ayant le droit de vote. Il en va de même pour l'abolition d'un parlement communal.
Le droit cantonal dispose que l'Einwohnerrat doit être composé d'au moins 30 membres et de 80 membres su plus. Y est éligible toute personne ayant le droit de vote, à l'exception des membres du Gemeinderat et le secrétaire communal (Gemeindeschreiber). L'élection du parlement communal s'effectue conformément aux bases légales applicables pour le Grand Conseil argovien. La durée de mandat des membres du parlement communal est donc de quatre ans. Le bureau du parlement communal est élu pour deux ans ; il est composé du président, du vice-président, de deux scrutateurs et d'un préposé au procès-verbal.
Le parlement communal d'Aarau, ville la plus peuplée du canton (et capitale du canton), est composé de 51 membres, celui de Wettingen (deuxième ville) 49 membres, celui de Baden (troisième ville) 50 membres.

### Thurgovie
Le canton de Thurgovie est divisé en 80 communes. Le droit cantonal permet aux communes de se doter d'un parlement. Il doit être composé d'au moins 20 membres. Le droit communal fixe toutefois le nombre effectif, son mode d'élection et son organisation et aussi son nom.
Frauenfeld, capitale du canton et ville la plus peuplée, nomme le sien Gemeinderat, composé de 40 membres, tout comme Kreuzlingen (deuxième ville du canton). Arbon nomme le sien Stadtparlament, composé de 30 membres, tout comme Weinfelden (avec 21 membres).

### Tessin

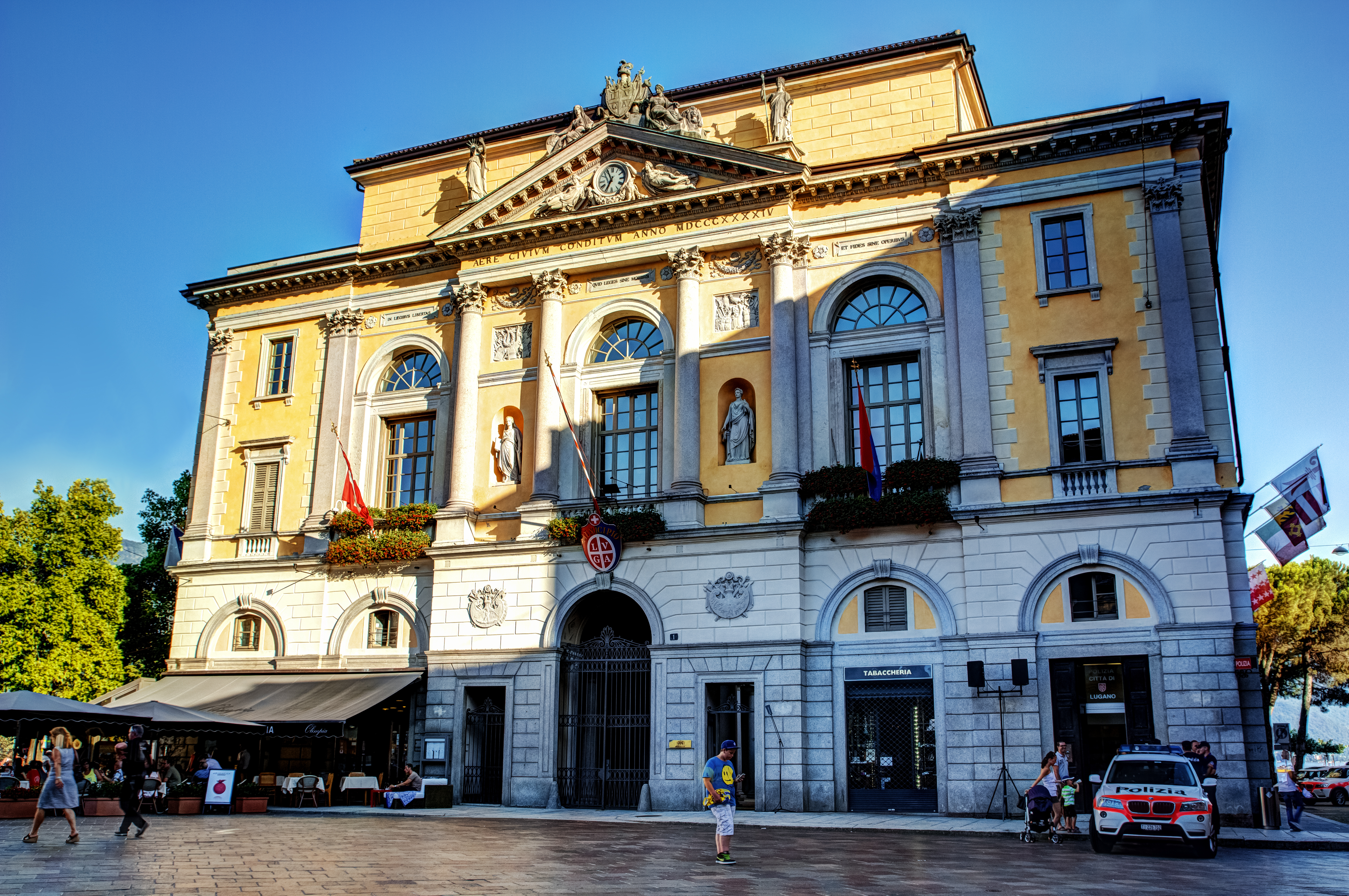
Municipio de Lugano, lieu de réunion du conseil communal de la ville (au premier étage, au niveau des drapeaux).

Le canton du Tessin est divisé en 112 communes. Le droit cantonal prévoit que les communes peuvent se doter d'un parlement communal, nommé consiglio comunale, dès que la commune a une population de 300 habitants. Le conseil communal est élu pour quatre ans.
Le règlement communal fixe le nombre de membres du conseil communal. Toutefois, le droit cantonal prévoit que dans les communes de plus de 300 habitants, le conseil communal doit être d'au moins quinze membres et de 60 membres au plus. Les communes ayant plus de 5 000 habitants doivent se doter d'un conseil communal composé d'au moins 30 membres.
Seuls les citoyens de la commune (résidant dans la commune) peuvent être élus ; nul ne peut être conseiller d'État, ni membre du municipio et siéger en même temps au conseil communal. Les conseillers communaux doivent déclarer fidélité à la constitution cantonale et aux lois.

### Vaud

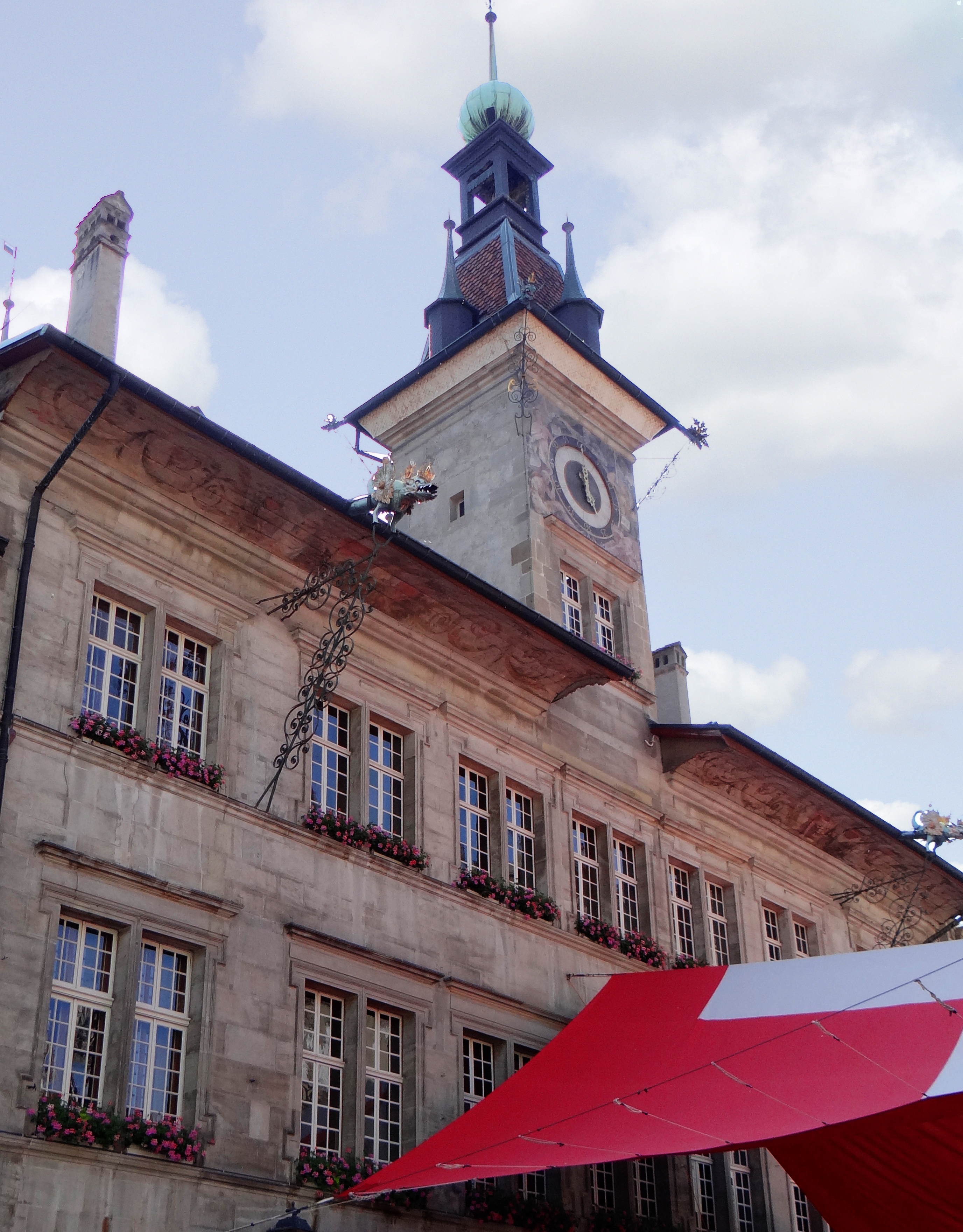
Hôtel de Ville de Lausanne, siège des autorités communales.

Le canton de Vaud est divisé en 309 communes. Le droit cantonal prévoit trois types de législatifs communaux, en fonction de la population de la commune. Les communes ayant moins de 1 000 habitants sont dotées d'un conseil général, qui est une sorte d'assemblée communale particulière. Les communes entre 1 000 et 3 000 habitants ont un conseil communal, qui est un législatif élu au scrutin majoritaire, sans listes de partis. Au-dessus de 3 000 habitants, les communes doivent avoir un conseil communal élu au scrutin proportionnel, avec des listes de partis.
Les communes ayant un conseil général peuvent décider de se doter d'un conseil communal et les communes ayant un conseil communal majoritaire peuvent passer à un conseil communal proportionnel.
Le conseil général est une sorte d'assemblée communale : toutes les personnes domiciliées dans la commune peuvent y participer à n'importe quel moment, mais elles doivent d'abord serment de fidélité à la Constitution fédérale et à la constitution cantonale vaudoise. Une fois le serment prêté, le citoyen devient membre du conseil et est en principe tenu de participer à toutes les séances, jusqu'à la fin de la législature. Cette procédure fait l'objet d'une révision.
Le conseil communal est lui un vrai organe élu. Les conseillers communaux doivent également prêter serment. Ils sont élus pour cinq ans.
Le conseil général et le conseil communal sont dotés des mêmes compétences selon le droit cantonal. Les deux formes de conseils disposent de commissions parlementaires, soit des commissions de surveillance (commission de gestion et commission des finances), des commission ad hoc nommées au cas par cas et des commissions thématiques, nommées pour la législature.
Le nombre de membres du conseil général est encadré par le droit cantonal, le nombre exact étant fixé par le droit communal :
| Population           | Population           | Nombre de conseillers | Nombre de conseillers |
| minimale             | maximale             | minimal               | maximal               |
| -------------------- | -------------------- | --------------------- | --------------------- |
| 0                    | 1 000 habitants      | 25                    | 45                    |
| 1 001 habitants      | 5 000 habitants      | 35                    | 70                    |
| 5 001 habitants      | 10 000 habitants     | 50                    | 85                    |
| dès 10 001 habitants | dès 10 001 habitants | 70                    | 100                   |

### Valais
Le canton du Valais est divisé en 122 communes. Les communes disposent soit d'une assemblée primaire (en allemand : Urversammlung), soit dès 700 habitants d'un législatif élu appelé Conseil général. Le passage de l'assemblée primaire au conseil général est organisé par votation populaire.
Le nombre de conseillers généraux est déterminé en fonction de la population. Le règlement communal d'organisation peut toutefois fixer lui-même le nombre de conseillers généraux, dans une fourchette allant de 20 à 80 membres.
| Population           | Population           | Nombre de conseillers |
| minimale             | maximale             | Nombre de conseillers |
| -------------------- | -------------------- | --------------------- |
| 0                    | 1 000 habitants      | 20                    |
| 1 001 habitants      | 5 000 habitants      | 30                    |
| 5 001 habitants      | 10 000 habitants     | 45                    |
| dès 10 001 habitants | dès 10 001 habitants | 60                    |

La durée du mandat des conseils généraux est de quatre ans ; ils sont élus au système proportionnel.
Seules les communes suivantes ont un conseil général, toutes situées dans le Valais romand : 
| Commune         | Population (2018) | Membres    |
| --------------- | ----------------- | ---------- |
| Sion            | 36 624 habitants  | 60 membres |
| Martigny        | 21 759 habitants  | 60 membres |
| Monthey         | 18 886 habitants  | 60 membres |
| Sierre          | 17 663 habitants  | 60 membres |
| Collombey-Muraz | 9 903 habitants   | 45 membres |
| Conthey         | 9 073 habitants   | 30 membres |
| Fully           | 9 160 habitants   | 45 membres |
| Val de Bagnes   | 10 814 habitants  | 45 membres |
| Ayent           | 4 350 habitants   | 30 membres |
| Vionnaz         | 2 934 habitants   | 30 membres |

Brigue-Glis, pourtant quatrième ville la plus peuplée du canton, ne dispose pas de parlement communal.

### Neuchâtel

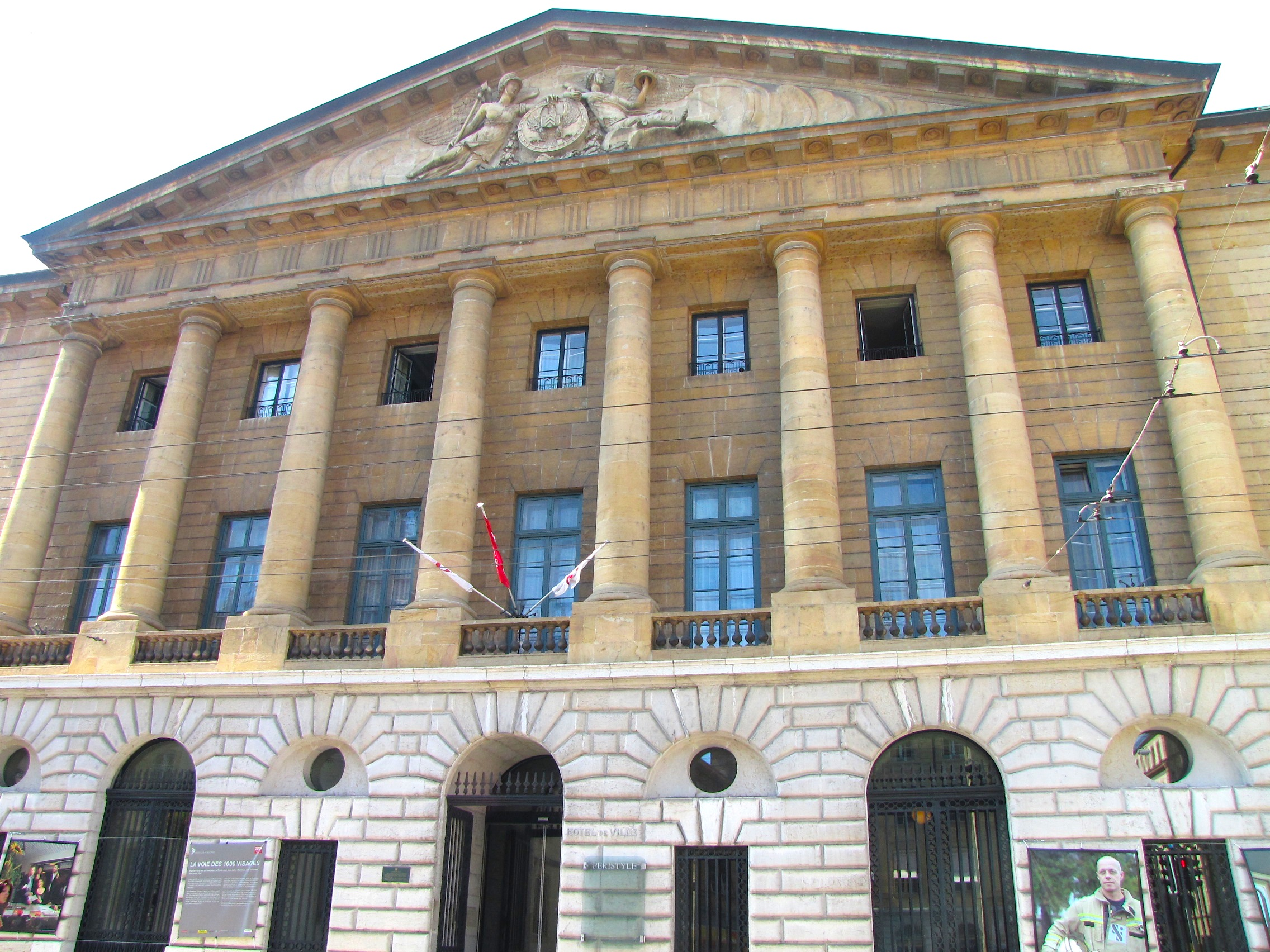
Hôtel de ville de Neuchâtel, siège des autorités communales.

Le canton de Neuchâtel est divisé en 31 communes. Le droit cantonal dispose que l'organe législatif élu se nomme conseil général ; cet organe est obligatoire pour toute commune. Le droit communal fixe le nombre de conseillers généraux.
Les membres du conseil général sont élus pour quatre ans au système proportionnel. La fonction de conseiller général est incompatible avec celle de conseiller d'État ou de chancelier d'État.
Lorsque le droit communal lui donne cette compétence, le conseil général peut élire les membres du conseil communal.

### Genève
Le canton de Genève est divisé en 45 communes. Le droit cantonal prévoit que les communes doivent se doter d'un parlement communal nommé conseil municipal.
Le nombre de conseillers municipaux est défini par le droit cantonal en fonction du nombre d'habitants de la commune et arrêté par le Conseil d'État.
| Population               | Population               | Nombre de conseillers |
| minimale                 | maximale                 | Nombre de conseillers |
| ------------------------ | ------------------------ | --------------------- |
| 0                        | 600 habitants            | 9                     |
| 601 habitants            | 800 habitants            | 11                    |
| 801 habitants            | 1 500 habitants          | 13                    |
| 1 501 habitants          | 2 000 habitants          | 15                    |
| 2 001 habitants          | 3 000 habitants          | 17                    |
| 3 001 habitants          | 5 000 habitants          | 19                    |
| 5 001 habitants          | 8 000 habitants          | 21                    |
| 8 001 habitants          | 10 000 habitants         | 23                    |
| 10 001 habitants         | 12 000 habitants         | 25                    |
| 12 001 habitants         | 15 000 habitants         | 27                    |
| 15 001 habitants         | 18 000 habitants         | 29                    |
| 18 001 habitants         | 21 000 habitants         | 31                    |
| 21 001 habitants         | 25 000 habitants         | 33                    |
| 25 001 habitants         | 30 000 habitants         | 37                    |
| 30 001 habitants et plus | 30 001 habitants et plus | 38                    |
| Ville de Genève          | Ville de Genève          | 80                    |

Les conseillers municipaux sont élus au scrutin proportionnel, avec un seuil électoral (appelé quorum) fixé à 7 %, pour un mandat de cinq ans,.
Avant d'entrer en fonction, ils doivent prêter serment en déclarant leur fidélité à la Constitution genevoise et aux lois.

### Jura
Le canton du Jura est divisé en 53 communes. Le droit cantonal permet aux communes de se doter d'un parlement communal, nommé conseil général. À Delémont et Porrentruy, il se nomme toutefois Conseil de ville.
Le droit communal fixe le nombre de conseillers généraux, mais il ne peut être inférieur à 21. La durée de mandat du conseil général est fixé par le droit communal.
La fonction de conseiller général est incompatible avec celle de membre du Gouvernement. Le droit communal peut prévoir des dispositions plus strictes en matière d'incompatibilité. Les parents en ligne directe ne peuvent siéger au sein du même conseil général.